# Indotipula korinchiensis
Indotipula korinchiensis är en tvåvingeart som först beskrevs av Edwards 1919.  Indotipula korinchiensis ingår i släktet Indotipula och familjen storharkrankar. Inga underarter finns listade i Catalogue of Life.